# Volker Resing

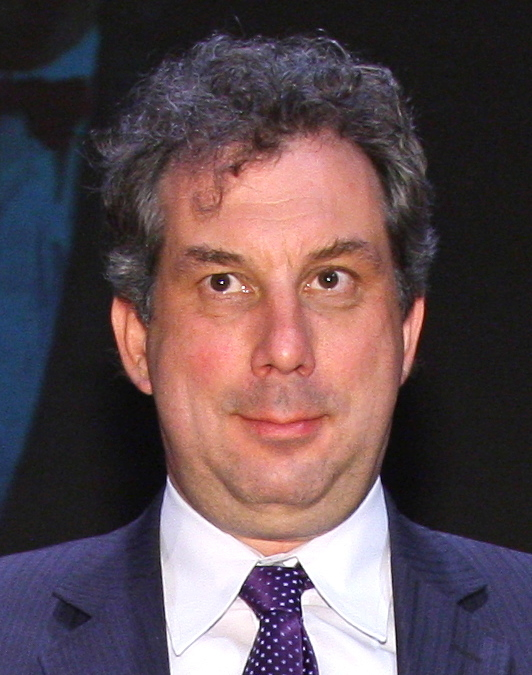
Volker Resing

Volker Resing (* 1970 in Münster) ist ein deutscher Journalist und Publizist.

## Leben
Resing verbrachte seine Kindheit und Jugend in Borghorst. Er studierte Germanistik und Geschichte auf Staatsexamen an der Westfälischen Wilhelms-Universität in Münster. Er arbeitete als freier Mitarbeiter bei der Münsterschen Zeitung und als Volontär beim Bocholter-Borkener Volksblatt. Während seiner Ausbildung war er McCloy Fellow in New York und dort bei der deutsch-jüdischen Zeitung Aufbau tätig.
Von 1998 bis 2002 war Resing Redakteur der Regionalzeitung Westfälische Nachrichten. Im Jahre 2002 ging er als Hauptstadtkorrespondent der Oldenburgischen Volkszeitung nach Berlin, wo er auch für die Zeitungen der Verlagsgruppe Bistumspresse tätig war. Von 2009 bis 2014 wirkte er in selber Position für die unabhängige Katholische Nachrichten-Agentur.
Von 2014 bis 2022 war er Chefredakteur beim katholisch ausgerichteten Freiburger Verlag Herder und der dort herausgegebenen Zeitschrift Herder Korrespondenz. Resing wurde 2015 Mitglied der Geschäftsführung des Verlags. Er veröffentlicht mehrere Bücher und Beiträge u. a. in Cicero, Märkische Allgemeine, Berliner Morgenpost, Die Zeit, Christ und Welt, Die Welt und The European.
Seit 2022 ist er Ressortleiter „Berliner Republik“ beim Magazin Cicero.
Er ist Mitglied der Gesellschaft Katholischer Publizistinnen und Publizisten Deutschlands.
Resing ist verheiratet, Vater von zwei Kindern und lebt in Berlin.

## Schriften (Auswahl)
- Der Theaterneubau in Münster. Kulturpolitische Konflikte 1949–1956 (= Kleine Schriften aus dem Stadtarchiv Münster. Bd. 3). Regensberg, Münster 1999, ISBN 3-7923-0733-2.
- (Hrsg.): Kerzen und Gebete. Ein geistliches Lesebuch zur friedlichen Revolution 1989. Benno, Leipzig 2009, ISBN 978-3-7462-2754-2.
- Angela Merkel. Die Protestantin. Ein Porträt. Benno, Leipzig 2009, ISBN 978-3-7462-2648-4. (Überarbeitete und ergänzte Neuausgabe, 2015)
- (Hrsg.): Annette Schavan: Gott ist größer, als wir glauben. Visionen für Kirche und Welt. Benno, Leipzig 2010, ISBN 978-3-7462-2909-6.
- Werner Remmers. Die Kraft des politischen Katholizismus. 2. Auflage, Herder, Freiburg im Breisgau u. a. 2011, ISBN 978-3-451-30522-1.
- Die Kanzlermaschine. Wie die CDU funktioniert. Herder, Freiburg im Breisgau u. a. 2013, ISBN 978-3-451-30592-4.
- (Hrsg.): Angela Merkel: Daran glaube ich. Christliche Standpunkte. Benno, Leipzig 2013, ISBN 978-3-7462-3774-9.
- (Hrsg.): Papst Franziskus: Europa, wach auf!. Die Straßburger Reden. Herder, Freiburg im Breisgau u. a. 2014, ISBN 978-3-451-06805-8.
- Julia Klöckner im Gespräch mit Volker Resing und Martin Rupps: Zutrauen! Ideen statt Ideologien – was mir in der Politik wichtig ist. Freiburg im Breisgau u. a. 2015, ISBN 978-3-451-31114-7.
- mit Stefan Orth (Hrsg.): AfD, Pegida und Co. Angriff auf die Religion? Herder, Freiburg im Breisgau 2017, ISBN 978-3-451-27466-4.
- (Hrsg.): Hans Joas, Robert Spaemann: Beten bei Nebel. Hat der Glaube eine Zukunft? Herder, Freiburg im Breisgau 2018, ISBN 978-3-451-27149-6.
- Volker Resing (Hrsg.), Alberto Fabio Ambrosio OP (Hrsg.), Jean-Claude Kardinal Hollerich (Autor): Was auf dem Spiel steht. Die Zukunft des Christentums in einer säkularen Welt, Edition Herder Korrespondenz Januar 2022, ISBN 978-3-451-27449-7.
- Volker Resing: Friedrich Merz: Sein Weg zur Macht. Herder, Freiburg im Breisgau 2025, ISBN 978-3-451-07241-3.